# Le Voyant d'Étampes
Le Voyant d'Étampes est un roman d'Abel Quentin paru le 18 août 2021 aux éditions de l'Observatoire ayant reçu la même année le prix de Flore.

## Réception critique
Bien accueilli par la critique,,, le roman reçoit le 4 novembre 2021 le prix de Flore 2021 par huit voix contre quatre à Mon mari de Maud Ventura,,,. Il était également en lice pour le prix Goncourt et finaliste du prix Renaudot,, et a obtenu le prix Maison Rouge.

## Éditions
- Éditions de l'Observatoire[10], 2021  (ISBN 9791032909294).